# Vesanto
Vesanto este o comună din Finlanda.